# Skyfame Center Landmark Tower
La Skyfame Center Landmark Tower est un gratte-ciel en construction à Nanning en Chine. Il s'élèvera à 346 mètres pour 72 étages. Son achèvement était prévu pour 2024.